# Erythrococca pubescens
Erythrococca pubescens är en törelväxtart som beskrevs av Radcl.-sm.. Erythrococca pubescens ingår i släktet Erythrococca och familjen törelväxter. Inga underarter finns listade i Catalogue of Life.